# 락큰롤라
《락큰롤라》(영어: RocknRolla)는 2008년 공개된 영국의 범죄 코미디 영화이다.

## 줄거리
범죄 조직 두목 레니 콜은 부패한 시의원들을 이용해 행정 과정을 주물러 런던 부동산 업계를 좌지우지하고 있다. 부정 토지 거래를 기획한 러시아 억만장자 유리는 레니에게 시의회에 먹일 뇌물 700만 달러를 주기로 하고 신뢰의 증표로 "행운의 그림"을 빌려준다. 유리가 회계사 스텔라에게 자금을 옮기라고 지시하자 스텔라는 유리를 배신하고 원투가 이끄는 갱단 "더 와일드 번치"에 돈을 훔칠 것을 의뢰한다.
레니와 사이가 나쁜 의붓아들 조니가 행운의 그림을 훔치자 레니와 심복 아치는 조니의 전 매니저 미키와 로먼에게 조니의 행방을 찾아내라고 을러댄다. 한편 신원이 밝혀지지 않은 뒷세계 밀고자가 찌르는 바람에 감옥에 들어가게 된 와일드 번치의 게이 운전수 핸섬 밥은 밀고자 관련 정보를 쥐고 있는 스텔라의 게이 변호사 남편에게 접근한다.
유리는 다시 스텔라에게 그의 자산에서 뇌물에 쓸 돈을 빼돌리라고 지시한다. 그러나 와일드 번치가 다시 한 번 돈을 옮기던 자들을 급습해 돈을 턴다. 유리의 조수 빅토르는 레니를 의심해 경고 의미에서 폭행을 하고, 유리는 그림을 돌려달라고 요구한다.
크랙 중독자들은 조니의 은신처에서 행운의 그림을 훔쳐 와일드 번치의 친구 쿠키에게 팔고, 쿠키가 이 그림을 원투에게 넘기자 원투는 스텔라와 잠자리를 가진 뒤 선물로 준다. 스텔라를 좋아하는 유리는 청혼을 하려고 스텔라의 집을 찾아갔다가 그림을 발견한다. 스텔라는 몇 년 전에 얻은 그림이라고 거짓말을 하지만 속지 않은 유리는 빅토르에게 스텔라 살해를 지시한다.
아치는 조니, 로먼, 미키, 와일드 번치를 붙잡아 레니의 창고에 데려다놓고, 레니는 조니와 와일드 번치의 살해를 명령한다. 그러나 핸섬 밥이 스텔라의 남편에게서 받아낸 서류를 통해 지난 20년 간 아치를 비롯한 동료 범죄자들을 밀고해온 자의 정체가 바로 레니라는 사실이 밝혀진다. 레니는 수사 당국 앞잡이 짓을 하며 경쟁자들을 제거하고 범죄 세계에서 위치를 공고히 하는 한편 본인은 감옥에서 자유로운 삶을 즐겨왔던 것이다. 아치는 와일드 번치를 놓아주고, 조니, 로먼, 미키는 도망치며, 레니는 가재밥 신세가 된다.
후에 아치는 마약 재활원에서 퇴소한 조니에게 행운의 그림을 축하 선물로 준다. 쿠키 영상에서 원투는 핸섬 밥의 부탁을 못 이겨 들어주며 함께 춤을 춘다.

## 출연
- 제라드 버틀러 - 원투 역
- 톰 윌킨슨 - 레니 콜 역
- 탠디 뉴턴 - 스텔라 역
- 마크 스트롱 - 아치 역
- 이드리스 엘바 - 멈블스 역
- 톰 하디 - 핸섬 밥 역
- 카렐 로덴 - 유리 오모비치 역
- 토비 케블 - 조니 퀴드 역
- 크리스 브리지스 - 미키 역
- 제러미 피븐 - 로먼 역
- 지미 미스트리 - 지방 의원 역
- 맷 킹 - 쿠키 역
- 드라간 미차노비치 - 빅토르 역
- 데이비드 바크존스 - 버티 역
- 제프 벨 - 프레드 더 헤드 역
- 제마 아터턴 - 준 역
- 논소 아노지에 - 탱크 역
- 데이비드 리언 - 맬컴 역
- 브론슨 웨브 - 폴 역
- 제이미 캠벨 바워 - 로커 역

## 기타 제작진
- 미술: 앤디 니컬슨
- 의상: 수지 하먼